# 小行星5112
小行星5112（英語：5112 Kusaji）是一颗围绕太阳公转的小行星。1987年9月23日，上田清二、金田宏在钏路市发现了此天体。
这颗小行星的绝对星等为341.81255等。